# Tascia virescens
Tascia virescens là một loài bướm đêm thuộc họ Zygaenidae. Nó được tìm thấy ở Nam Phi.